# شاه‌علی سرخانی
شاه‌علی سرخانی (زادهٔ ۱۰ بهمن ۱۳۴۹، میانه – درگذشته ۲۶ مهر ۱۳۹۰) بازیگر سینما و تلویزیون ایرانی بود. آخرین کار این بازیگر ۴۱ ساله، بازی در تله فیلم «رقص روی یخ» به کارگردانی مجید اسماعیلی پارسا بود.

## فعالیت‌ها
همکاری با کارگردان‌هایی چون گلاب آدینه، سیما تیرانداز، رفیع پیتز، ایرج کریمی، احمدرضا معتمدی، محمد درمنش، فرزاد مؤتمن، هما جدیکار، حسین مسافرآستانه و… در کارنامه کاری این بازیگر است.
از آثار سرخانی می‌توان به بازی در نمایش‌های «هفت خان رستم»، «بزبزقندی چرا نمی‌خندی»، «جشن تولد گل پنبه»، «یکی دار غرق می‌شه»، «حسنی نگه یکه دسته گل»، «خورشید کاروان»، «سلطان مار»، «شبی در طهران»، «دخترک شب طولانی» و فیلم‌هایی همچون «فصل پنجم»، «دو روز باهم»، «هفت پرده»، «دوشیزه»، «آلزایمر»، «دختر شاه‌پریون» و … و مجموعه‌های تلویزیونی «یکی مثل من»، «روزهای به یاد ماندنی» و … اشاره کرد.
این بازیگر برای بازی در نمایش «سلطان مار» به کارگردانی گلاب آدینه جایزه بهترین بازیگری از جشنواره سنتی سیاه بازی را دریافت کرده‌است.

## درگذشت
مشکل تشنج باعث زمین خوردن وی از پله‌های آپارتمانش می‌شود و به کما می‌رود. این بازیگر در بیمارستان مدائن تهران در گذشت.

## فیلم‌شناسی

### سینمایی
| عنوان فیلم        | سال  | کارگردان                           |
| ----------------- | ---- | ---------------------------------- |
| رقص روی یخ (فیلم) | ۱۳۹۰ | مجید اسماعیلی پارسا                |
| آلزایمر           | ۱۳۸۹ |                                    |
| دختر شاه پریون    | ۱۳۸۹ |                                    |
| خاله سوسکه        | ۱۳۸۸ |                                    |
| دوشیزه            | ۱۳۸۱ |                                    |
| نغمه              | ۱۳۸۰ |                                    |
| هفت پرده          | ۱۳۷۹ |                                    |
| فصل پنجم          | ۱۳۷۵ | سال ۱۳۸۹ فیلم سینمایی یکی برای همه |

### تلویزیونی
| نام مجموعه                              | سال  | کارگردان        | شبکه    |
| --------------------------------------- | ---- | --------------- | ------- |
| گارد ساحلی                              |      |                 |         |
| یکی مثل من                              | ۱۳۸۲ | محسن شاه‌محمدی   | شبکه یک |
| تله فیلم گام‌های معلق                    | ۱۳۸۷ | شهرام شاه حسینی |         |
| مجموعه تلویزیونی کارآگاه علوی (فصل دوم) |      |                 |         |
| مجموعه تلویزیونی عملیات ۱۲۵ (فصل دوم)   | ۱۳۸۹ | محمدرضا آهنج    | ۵       |